# Kasteel Cotteau de Patin

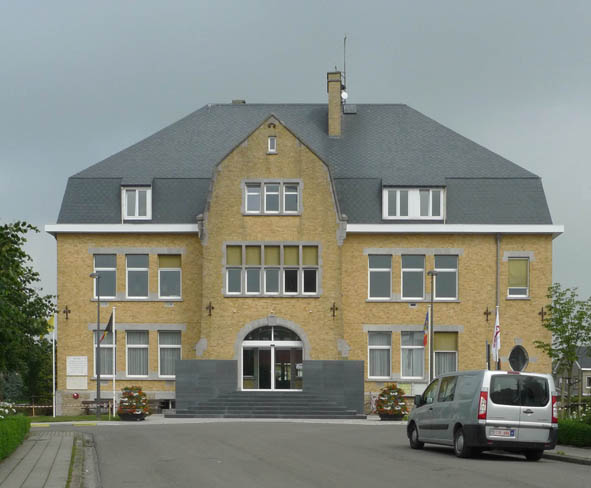
Kasteel Cotteau de Patin in Langemark

Het Kasteel Cotteau de Patin is een voormalig kasteel in de West-Vlaamse gemeente Langemark-Poelkapelle, gelegen aan Kasteelstraat 1 in Langemark.

## Geschiedenis
Begin 19e eeuw werd een kasteel gebouwd dat eigendom was van de familie de Patin en daarom Kasteel de Patin werd genoemd. Burggravin Aline-Elisabeth-Joséphine de Patin trouwde met Charles-Louis Cotteau, en toen deze stierf in 1888 werd het kasteel naar Cotteau de Patin vernoemd.
Het kasteeldomein had oorspronkelijk een oppervlakte van meer dan 5 ha, maar het werd in 1873 doormidden gesneden door de aanleg van een spoorlijn, midden in het voormalige domein werd een Station gebouwd. Ook werd een gedeelte verkaveld. Een nieuwe, kleinere, vijver werd aangelegd.
Tijdens de Eerste Wereldoorlog werd het kasteel volledig vernield. In 1926-1927 werd in plaats daarvan een landhuis gebouwd in opdracht van de toenmalige eigenaar Raoul Cotteau de Patin, naar ontwerp van Victor Renders en Hippolyte Steels.
In 1951 kwam datgene wat nog restte van het domein in bezit van de gemeente Langemark. Zo ontstond het Vijverpark van iets meer dan 1 ha. De vijver werd sindsdien gebruikt als visvijver. Het landhuis ging dienst doen als gemeentehuis.